# Futbol a Mèxic

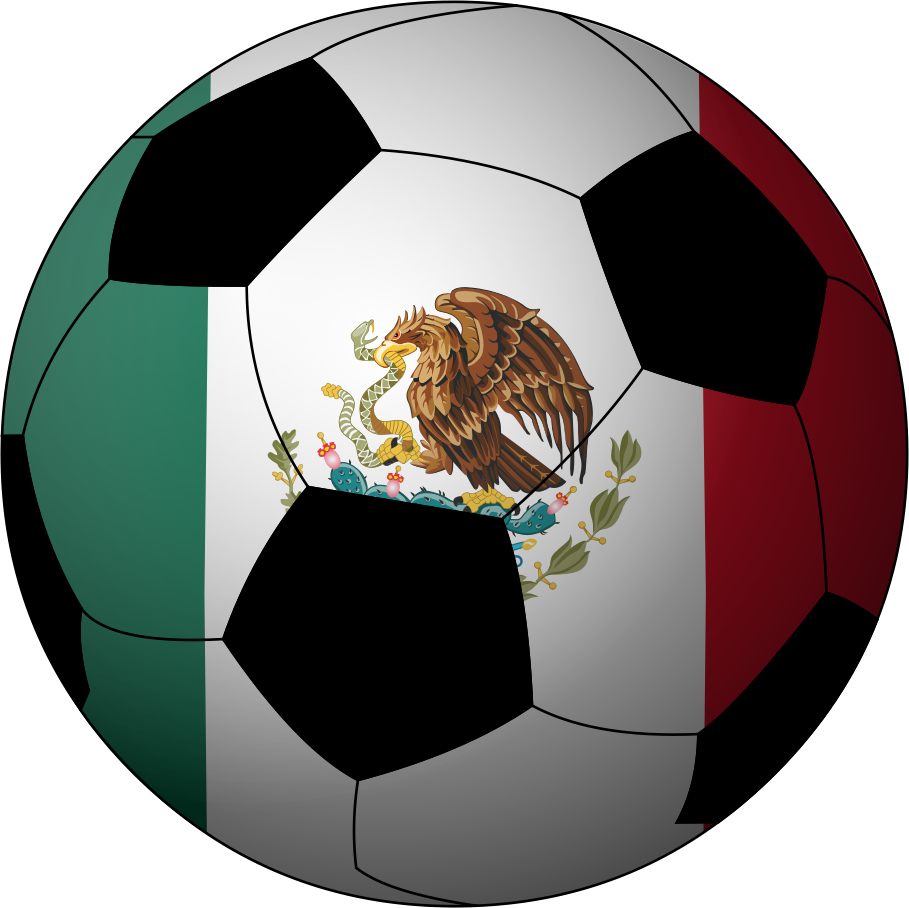

El futbol és l'esport més popular a Mèxic. El futbol fou introduït a Mèxic a finals de segle xix de la mà de la colònia anglesa, principalment a ciutats com Veracruz, Orizaba, Puebla, Pachuca i Ciutat de Mèxic. El primer partit conegut fou l'1 de novembre de 1891, entre els equips Pearson's Wanderers contra San Cristóbal Swifts, amb victòria dels primers per un a zero.

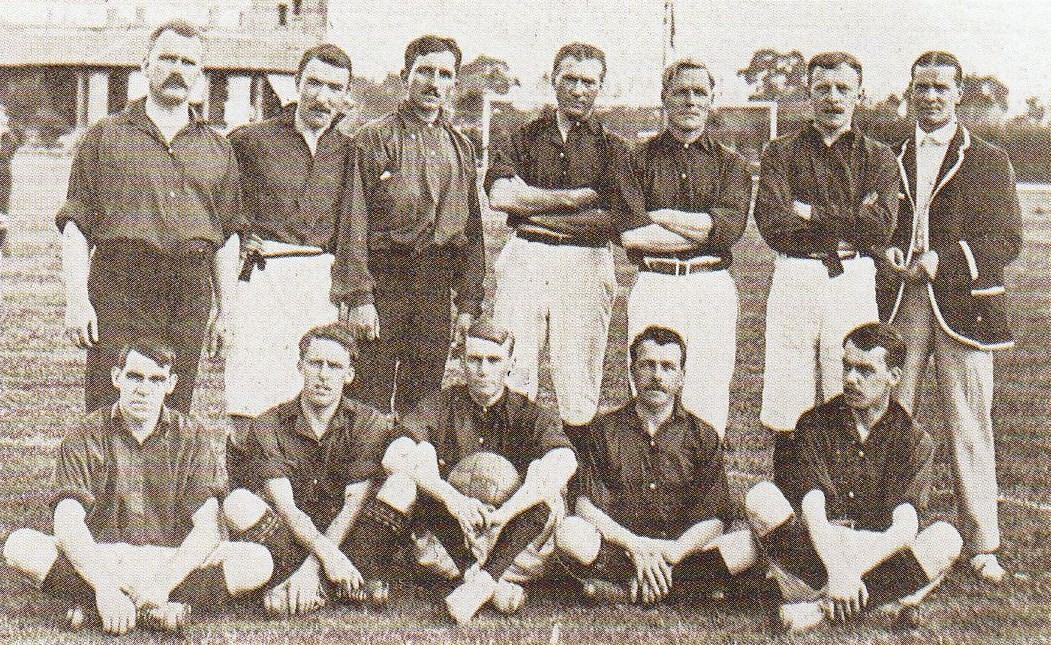
British Club el 1903.

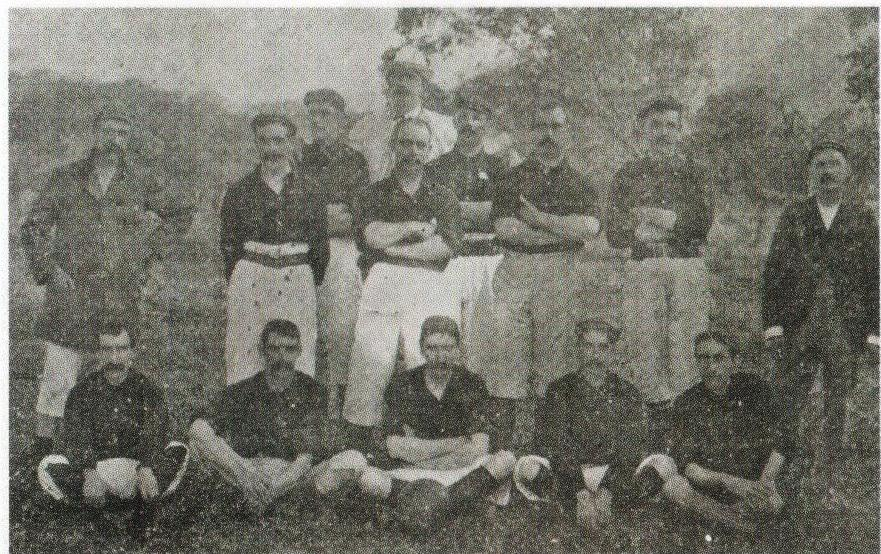
Orizaba Athletic Club el 1902.

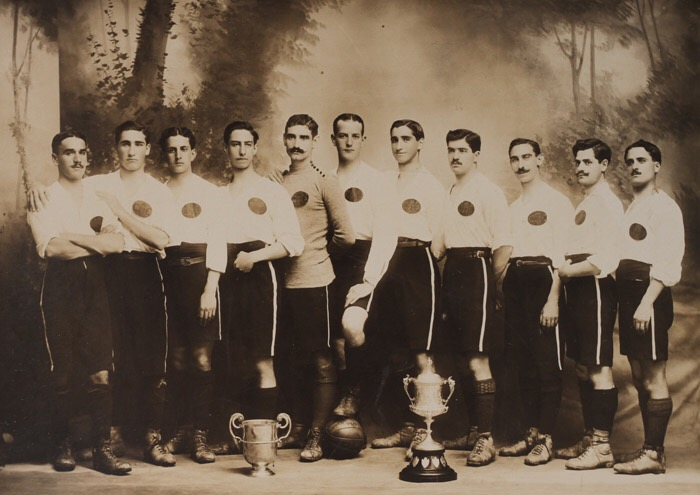
RC España el 1915-16.

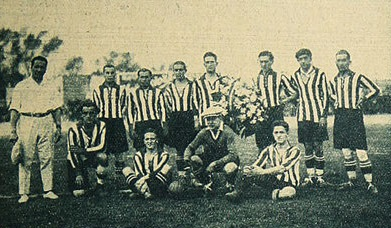
Asturias el 1927.

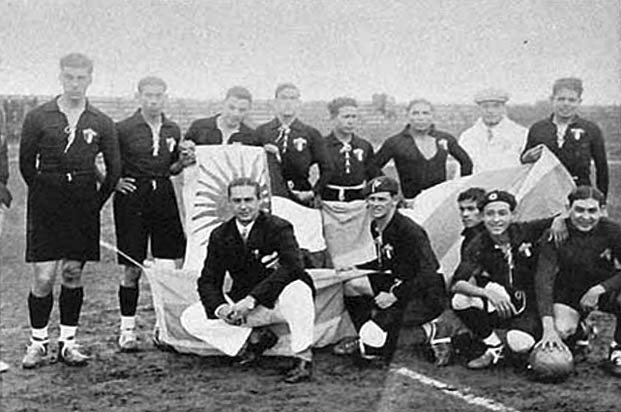
Selecció de Mèxic al Mundial de 1930.

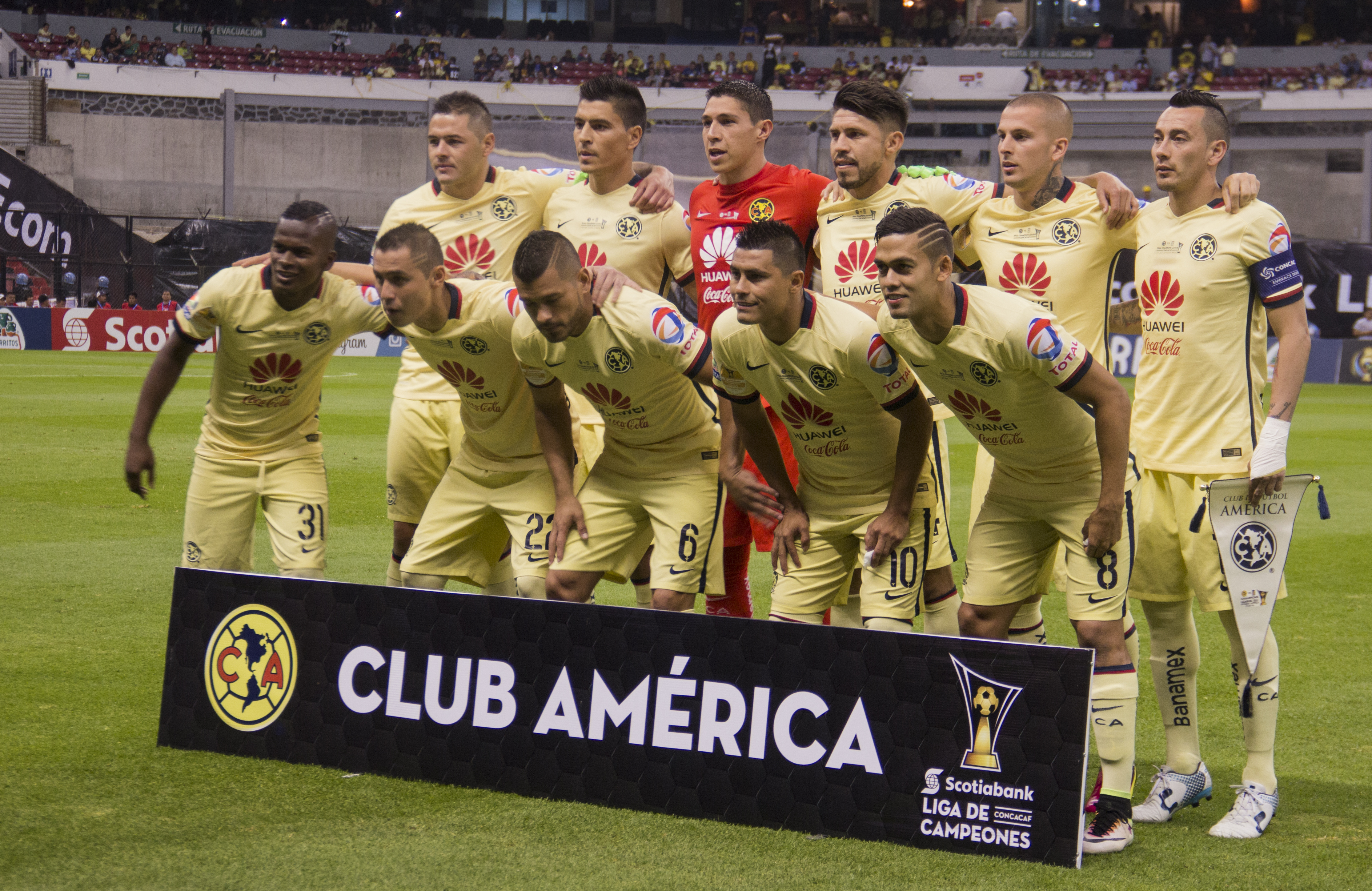
América el 2016.

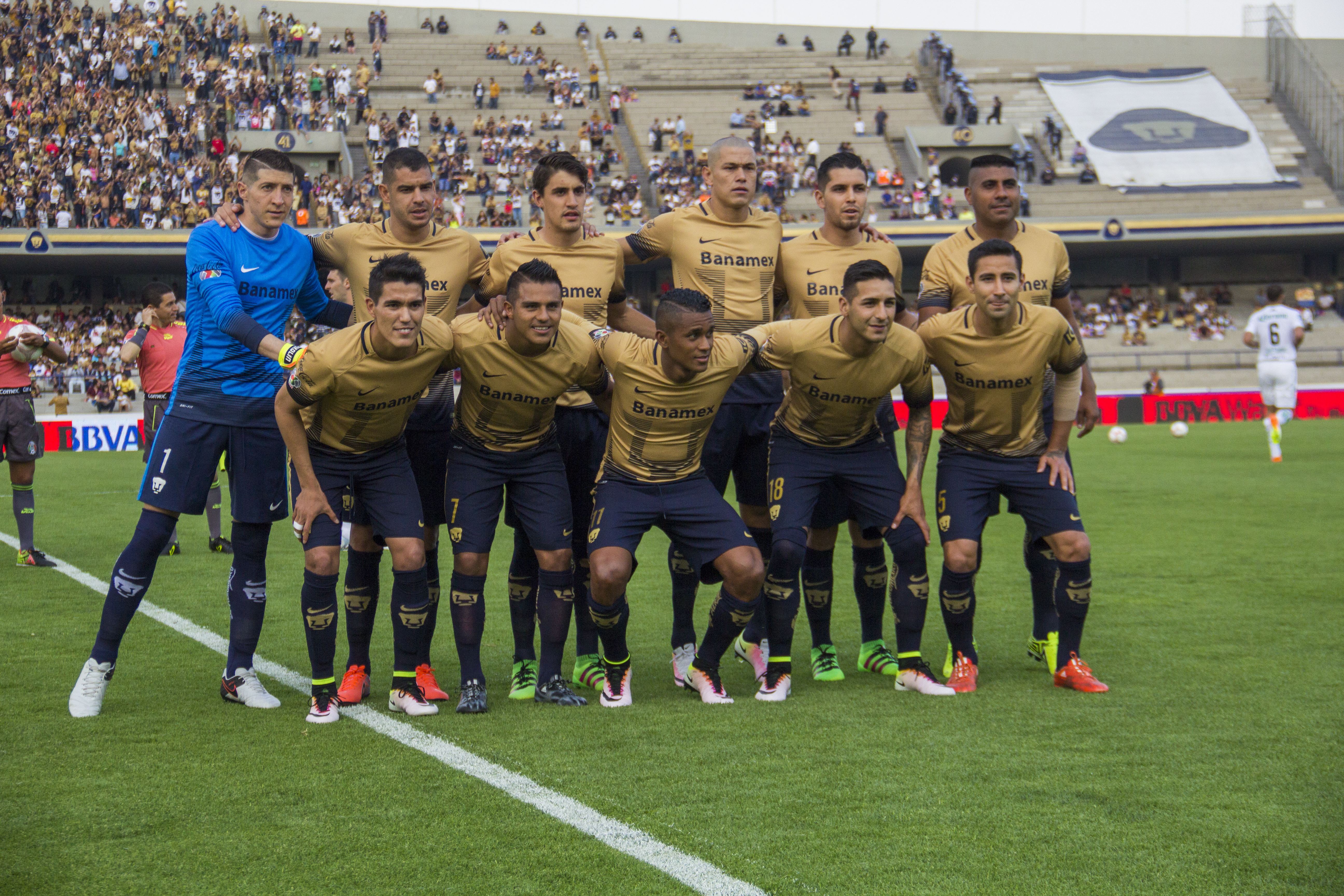
Pumas UNAM el 2016.

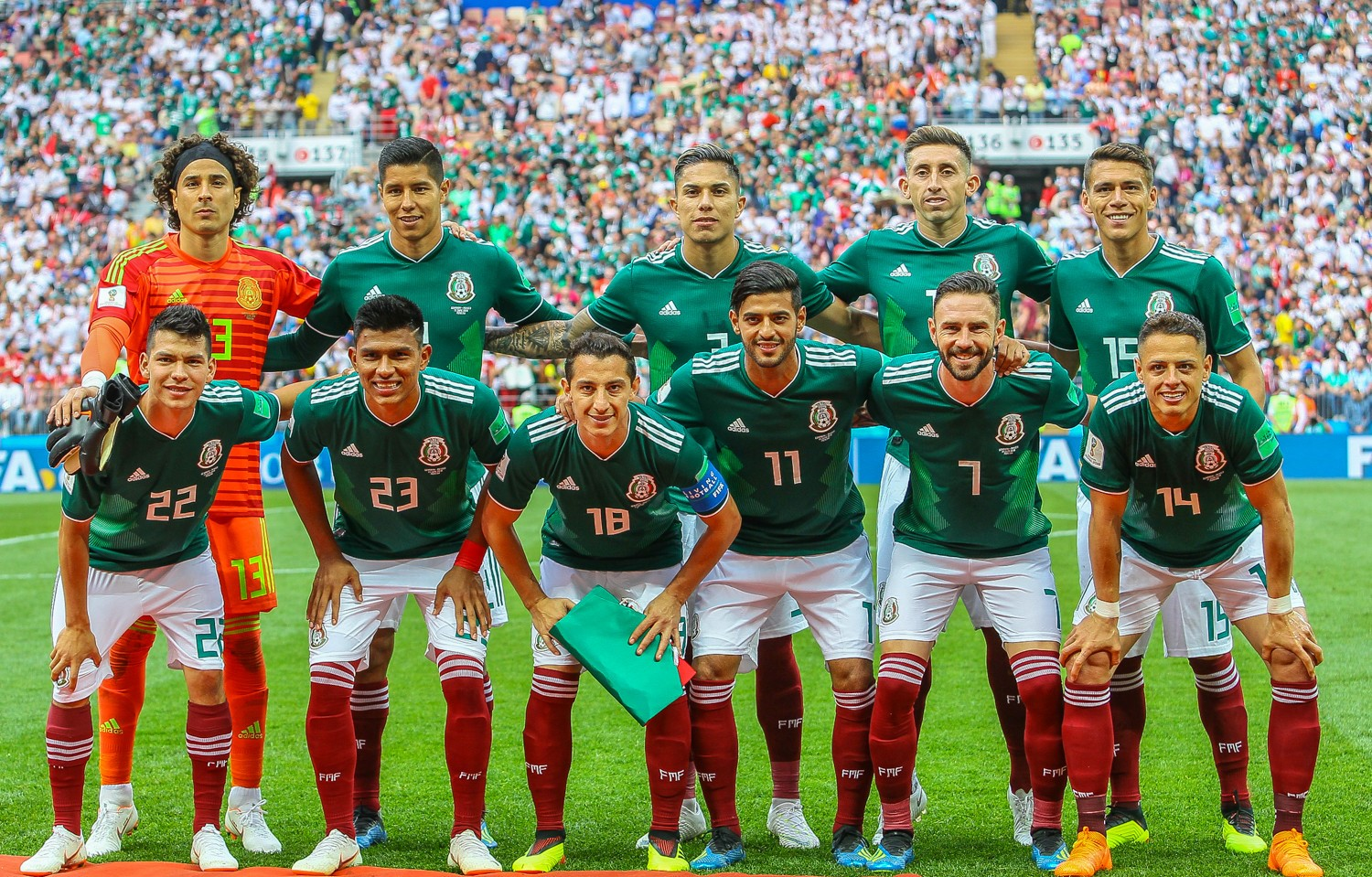
Selecció de Mèxic el 2018.

El 4 de novembre de 1895, el diari The Mexican Herald ressenya la creació del club Pachuca Athletic Club per la fusió de tres altres equips, Pachuca Cricket Club, Valasco Cricket Club i Pachuca Futbol Club. El 1898, a la ciutat d'Orizaba, es fundà l'Orizaba Athletic Club, practicant de criquet i d'altres esports, que el 1901 incorporà el futbol a les seves activitats. A la capital de la República nasqué el México Cricket Club el 1901, Reforma Athletic Club el 1902 i el British Club aquest mateix any. El 1906 nasqué a Guadalajara el Club Deportivo Guadalajara, per iniciativa del belga Edgar Everaert.
El 19 de juliol de 1902 es creà la primera competició, la Liga Mexicana de Football Amateur Association, amb cinc equips: Orizaba Athletic Club, Pachuca Athletic Club, Reforma Athletic Club, México Cricket Club i British Club. Orizaba en fou el primer campió.
El 1910 es fundà el Club de Fútbol México, primer equip format per mexicans. Poc després aparegueren l'Amicale Française el 1911, el Rovers FC i el Real Club España el 1912, el Centro Deportivo Español el 1914, el Germania FV el 1915, el Cataluña el 1917, el Asturias FC el 1918, i l'CF Aurrerá el 1919.
Durant la primera meitat del segle xx, l'època del futbol amateur mexicà, els dos grans dominadors de la lliga mexicana foren Real Club España i Reforma Athletic Club.
El primer campionat professional a Mèxic fou el 1943, mentre que el primer campionat professional femení fou la temporada 2017-18.

## Competicions
- Lligues masculines:
  - Liga MX (primera categoria)
  - Ascenso MX (segona categoria)
  - Liga Premier (tercera categoria)
  - Tercera División (quarta categoria)

- Lligues femenines:
  - Liga MX Femenil
  - Liga Mexicana de Fútbol Femenil

- Lligues desaparegudes:
  - Lliga Amateur de Jalisco
  - Lliga Amateur del Districte Federal
  - InterLiga

- Copes:
  - Copa MX
  - Supercopa mexicana de futbol

## Principals clubs
Clubs amb més títols de la lliga mexicana:
- Club América
- Club Deportivo Guadalajara
- Deportivo Toluca Fútbol Club
- Real Club España
- Cruz Azul Fútbol Club
- Club Universidad Nacional
- Club León
- Club Santos Laguna
- Club Tigres de la UANL
- Reforma Athletic Club
- Club de Fútbol Pachuca
- Club de Fútbol Monterrey
- Club de Fútbol Atlante
- Club Necaxa
- Club Puebla
- Club Atlético Zacatepec
- CD Tiburones Rojos de Veracruz
- Club Deportivo Oro
- Club Deportivo Atlas de Guadalajara
- Club Atlético Monarcas Morelia
- Club Deportivo Estudiantes Tecos
- Club de Fútbol Asturias
- Club Deportivo Marte
- Club Deportivo Tampico
- Club Tijuana Xoloitzcuintles de Caliente
- Club Leones Negros de la UdeG
- Tampico Madero Fútbol Club
- Querétaro Fútbol Club

## Jugadors destacats
Fonts:
Des de 1900
- Jorge Camphuis[17]

Des de 1920
- José Ramón Ballina

Des de 1930
- Juan Carreño
- Hilario López
- Isidoro Sota García

Des de 1940
- Horacio Casarín
- Luis de la Fuente y Hoyos
- Adalberto López

Des de 1950
- Raúl Cárdenas
- Antonio Carbajal
- Salvador Reyes
- José Antonio Roca

Des de 1960
- Alfredo del Águila
- Javier Barba
- Javier Fragoso
- Jesús del Muro
- Aarón Padilla
- Gustavo Peña
- Guillermo Sepúlveda
- Javier Valdivia

Des de 1970
- Enrique Borja
- Ignacio Calderón
- Leonardo Cuéllar
- Ignacio Flores
- Arturo Vázquez Ayala

Des de 1980
- Miguel España
- Benjamín Galindo
- Manuel Negrete
- Fernando Quirarte
- Hugo Sánchez

Des de 1990
- Luis Roberto Alves Zague
- Ignacio Ambríz
- Jorge Campos
- Alberto García Aspe
- Luis García Postigo
- Carlos Hermosillo
- Luis Arturo Hernández
- Ramón Ramírez
- Claudio Suárez

Des de 2000
- Cuauhtémoc Blanco
- Jared Borgetti
- Salvador Carmona
- Rafael Márquez
- Ricardo Osorio
- Pável Pardo
- Carlos Salcido
- Oswaldo Sánchez
- Gerardo Torrado

Des de 2010
- Andrés Guardado
- Chicharito Hernández
- Guillermo Ochoa
- Carlos Vela

## Principals estadis

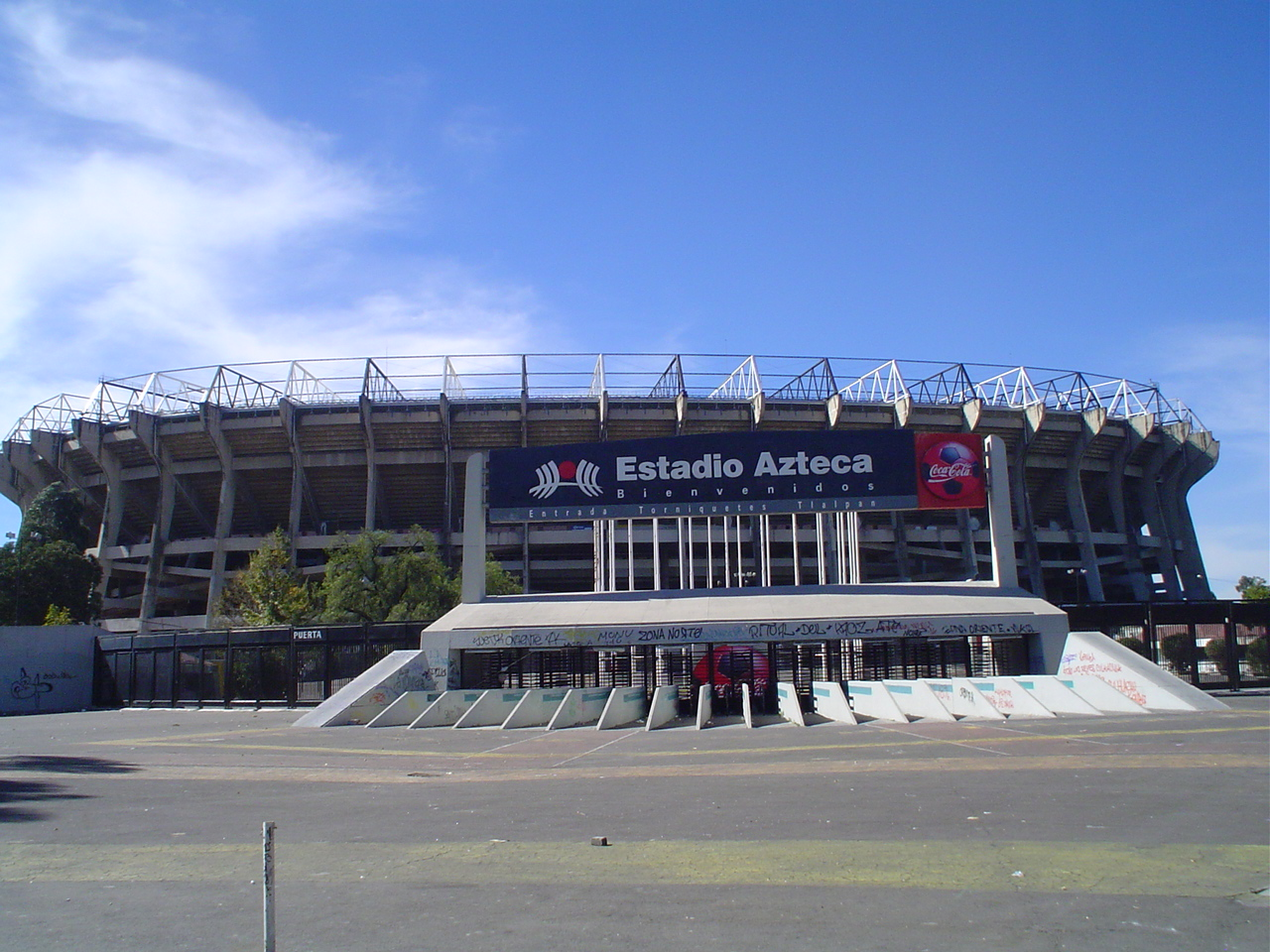
Estadi Azteca.

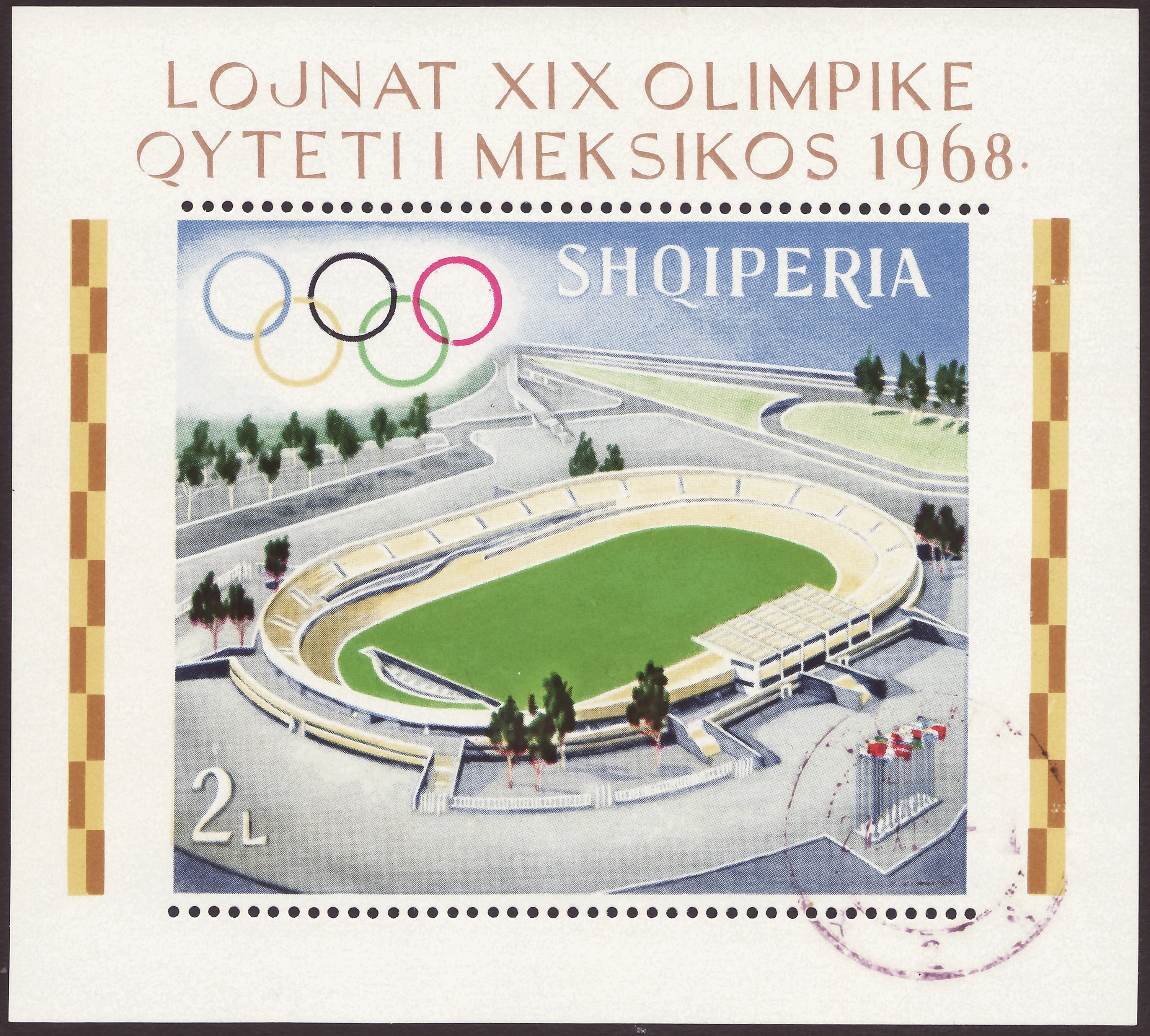
Segell d'Albània amb l'Estadi Olímpic Universitari.

| #  | Estadi                                    | Capacitat | Ciutat                          | Estat           | Inauguració |
| -- | ----------------------------------------- | --------- | ------------------------------- | --------------- | ----------- |
| 1  | Azteca                                    | 87.000    | Ciutat de Mèxic (Tlalpan)       | Ciutat de Mèxic | 1966        |
| 2  | Olímpico Universitario                    | 72.000    | Ciutat de Mèxic (Coyoacán)      | Ciutat de Mèxic | 1952        |
| 3  | Jalisco                                   | 55.020    | Guadalajara                     | Jalisco         | 1960        |
| 4  | BBVA Bancomer                             | 53.500    | Guadalupe (Nuevo León)          | Nuevo León      | 2015        |
| 5  | Cuauhtémoc                                | 51.726    | Puebla de Zaragoza              | Estat de Puebla | 1968        |
| 6  | Akron                                     | 46.232    | Zapopan                         | Jalisco         | 2010        |
| 7  | Universitario                             | 41.886    | San Nicolás de los Garza        | Nuevo León      | 1967        |
| 8  | Morelos                                   | 34.795    | Morelia                         | Michoacán       | 1989        |
| 9  | Corregidora                               | 33.162    | Querétaro                       | Querétaro       | 1985        |
| 10 | Azul                                      | 33.000    | Ciutat de Mèxic (Benito Juárez) | Ciutat de Mèxic | 1946        |
| 11 | Estadi Universitari Alberto Chivo Córdoba | 32.603    | Toluca de Lerdo                 | Estat de Mèxic  | 1964        |
| 12 | Nou Camp                                  | 31.297    | León                            | Guanajuato      | 1967        |